# Формула Манінга
Рівняння (формула) Манінга (або рівняння Гоклера-Манінга) — емпірична формула для визначення швидкості безнапірного потоку у відкритому руслі у залежності від форми і розмірів поперечного перерізу та шорсткості стінок русла. Вона вперше була опублікована французьким інженером Філіпом Гоклером (Philippe Gauckler) у 1867 році, а потім повторно записана ірландським інженером Робертом Манінгом (Robert Manning) у 1890 році, на честь яких і отримала свою назву.

## Загальний опис
Формула Манінга має вигляд:
{\displaystyle V={\frac {1}{n}}R_{h}^{\frac {2}{3}}\cdot I^{\frac {1}{2}}},
де: V — середня швидкість, (м/с);
n — безрозмірний коефіцієнт шорсткості (коефіцієнт Гоклера-Манінга);
Rh — гідравлічний радіус, (м);
I — гідравлічний ухил, (м/м).
Це рівняння можна підставити у формулу для розрахунку об'ємної витрати, {\displaystyle Q=\omega \cdot V}, що дозволяє отримати значення витрати без інформації про фактичний розподіл швидкостей по перерізу русла.
Формула може бути отримана за допомогою аналізу розмірностей. Недавно ця формула була виведена теоретично з використанням феноменологічної теорії турбулентності .

## Гідравлічний радіус
Гідравлічний радіус обчислюється за формулою:
{\displaystyle R_{h}={\frac {\omega }{\chi }}},
де: {\displaystyle \omega } — площа поперечного перерізу (м²)
{\displaystyle \chi } — змочений периметр (м).

## Коефіцієнт Гоклера-Манінга
Коефіцієнт Гоклера-Манінга, що позначений через n, є емпірично розрахунковим коефіцієнтом, який залежить від багатьох факторів, в тому числі шорсткості поверхні та звивистості русла. Коли натурні дослідження русел неможливі, кращим методом для визначення коефіцієнта є використання фотографій річкових русел з відомими характеристиками, де n можна знайти за формулою Манінга.
Створені довідкові таблиці для вибору значень коефіцієнта у залежності від природних особливостей русел .
Формула Манінга перевірена на практиці досить великим числом різноманітних дослідів і спостережень, має і в наш час широке застосування при практичних розрахунках, особливо у водопровідній справі, де рух рідини зазвичай характеризується значними числами Рейнольдса.
Формула Манінга може розглядатись як частковий випадок формули Шезі при значенні коефіцієнта Шезі рівному {\displaystyle C={\frac {R_{h}^{\frac {1}{6}}}{n}}}.